# Téma (Burkina Faso)
Pour les articles homonymes, voir Tema (homonymie).
Téma est un village du département et la commune rurale de Bokin (ou Téma-Bokin), situé dans la province du Passoré et la région du Nord au Burkina Faso.

## Géographie

### Toponymie
Le nom de Téma-Bokin est fréquemment utilisé par l'administration et les médias pour définir indifféremment le département et la commune rurale de Bokin, ainsi que les deux villages de Bokin et de Téma proprement dits, en raison de la dénomination de la paroisse des Saints Martyrs de l’Ouganda, dite de Téma-Bokin, fondée en 1966 par les Pères blancs et qui couvre en fait toute la commune,.

### Situation et environnement
Téma est situé à 4 km au nord-est du centre de Bokin, le chef-lieu du département, et à environ 50 km à l'est de Yako.

### Démographie
- En 2006, le village comptait 968 habitants recensés[1].

## Santé et éducation
Téma accueille un centre de santé et de promotion sociale (CSPS) tandis que le centre médical départemental (CM) est à Bokin et le centre médical avec antenne chirurgicale (CMA) de la province est à Yako. En 2019, une équipe médicale chinoise fait une tournée de consultations gratuites dans le village, comme dans plusieurs communes du nord du Burkina Faso.